# 嘉道理道
嘉道理道是位於香港九龍加多利山的道路，北接太子道西近加多利大廈，南接亞皆老街近嘉麗園。嘉道理道大多是兩至三層高的獨立洋房，加上兩旁種植樹木，環境幽靜。

## 歷史
加多利山分有兩條主路，一為嘉道理道（Kadoorie Avenue），另一是布力架街（Braga Circuit）。前者為嘉道理家族的姓氏，多為獨立洋房，設圍牆大閘，保安嚴密，私隱度極高；後者是紀念與嘉道理家族頗有淵源，與上世紀九龍市區發展息息相關的土生葡人布力架（1871-1944），大宅以三層高的分層戶為主，由林蔭包圍。
嘉道理家族自1880年來港發展至今，於1931年拍賣投得舊嘉道理中華電力總部旁的地皮，即現加多利山，佔地130萬平方呎。當年，布力架及艾利·嘉道理（Elle Kadoorie）對九龍發展潛力感樂觀，所以計劃於加多利山興建3幢洋房、1座平房和6間半相連的洋房，工程於1933年展開，1937年落成，1941年12月，34幢洋房與13個聖佐治閣單位相繼入伙。其配套設施包括全屋冷氣及套房連浴室，按當時條件來說，屬於最豪華的府第。
這個豪宅建築群，可以說是見證了戰爭與和平，蕭條與興盛。香港淪陷期間，物業被日軍佔據，戰後由英軍和皇家空軍入住。1946年開始民用，譬如紅磡黃埔船塢、怡和管理有限公司、太平洋行、通用電氣公司和中國海關等相繼租住。興建計劃因經歷戰爭曾一度中止，之後於50年代再大規模開發，至1959年底共建成57間洋房。住客來自企業、貿易、船務和航空業，反映當時香港經濟起飛的情況。
因着上世紀30年代的九龍市區發展，加多利山一帶為葡人聚居地，加多利山上則住有不少社會地位較高的葡人，且逐漸發展成享負盛名的豪宅區。嘉道理家族在加多利山擁有86幢洋房及近40個分層豪宅，佔加多利山約六成面積，而且皆是只租不賣。
加多利山綠樹林蔭，有如未被污染的寧靜小鎮，但又與繁榮的窩打老道及太子道相連繫，信步可達山下熙來攘往的旺角區，購物消閒或漫遊特色文化據點皆方便，趣味盎然，造就全港難尋的獨特理想居住環境，難怪出租的八成豪宅租客當中，大部分均為長期住客，令盤源更見珍罕，以至租金只升不跌，並屢創九龍區單一樓房租金新高。
加多利山上可供二手買賣的樓房多由業主早年購入自用，鮮有放盤，有興趣的買家即使資金充裕，也未必可以進駐成為業主，盤源較山頂豪宅還要矜貴罕有，可謂一宅難求。

## 交接道路
- 太子道西
- 亞皆老街

## 外部連結
维基共享资源上的相關多媒體資源：嘉道理道